# .lk
.lk is het achtervoegsel van domeinen van websites uit Sri Lanka.
Registratie is mogelijk onder de volgende tweede niveau domeinen:
Beperkte registratie:
- .gov.lk: overheidsinstanties in Sri Lanka
- .sch.lk: geregistreerde scholen in Sri Lanka
- .net.lk: Internet Service Providers met vergunning voor Sri Lanka
- .int.lk: internationale verdragsorganisaties

Open registratie:
- .com.lk: commerciële organisaties
- .org.lk: non-profits
- .edu.lk: educatieve sites
- .ngo.lk: Niet overheidsorganisaties
- .soc.lk: geregistreerde gemeenschappen
- .web.lk: websites
- .ltd.lk: besloten vennootschappen
- .assn.lk: associaties
- .grp.lk: groepsorganisaties
- .hotel.lk: hotels